# Zapah (Fragonard)
Zapah (francosko: Le Verrou), znan tudi kot Ključavnica, je galanten prizor, ki ga je naslikal Jean-Honoré Fragonard leta 1777. Gre za eno najbolj znanih slikarjevih del. Običajna razlaga pravi, da prizor prikazuje dva ljubimca, vpletena v spalnici, moškega, ki zaklepa vrata. Slika je hranjena v muzeju Louvre, na oddelku posvečenemu francoskemu slikarstvu 18. stoletja v drugem nadstropju krila Sully. Stoji skupaj z nekaterimi najslavnejšimi mojstrovinami istega obdobja na kronološko urejeni poti. Ta slika, resnični simbol libertinističnega (svobodomiselnega ) duha 18. stoletja, odraža stanje duha, ki so ga sprejeli slikarji ere, predvsem François Boucher, eden od Fragonardovih učiteljev in velikega predstavnika rokoko slikarstva.

## Zgodovina
Delo je leta 1773 naročil Louis-Gabriel Véri-Raionard, markiz de Véri (1722–1785). Ta erotična slika, ki je bila ustvarjena za tako uglednega in zahtevnega zbiratelja, je bila domnevno lahka, vendar resnična ambicija, del zbirke upodobitev, ki so na trenutke grobe in včasih izrazito reprezentativne za duh francoske družbe ko je razsvetljensko gibanje že prihajalo. Zdi se, da platno odkriva globoko oživitev Fragonardovega navdiha, ki se je najprej odlikoval na zgodovinskih slikah, zlasti Jeroboam žrtvuje zlatega telea, za katero je leta 1752 dobil nagrado Prix de Rome. Pridobitev tega priznanja je Fragonardu omogočila veliko slavo. Njegovi prizori galantnosti so bili izjemno priljubljeni in plemstvo mu je ponudilo številna naročila, kot na primer baron Saint-Julian za sliko Gugalnica (1767).
Prvotno je Fragonard dal sliki Zapah primerna dvojčka: Le Contract, ki je sledil drugemu, imenovanemu L 'Armoire. Sliko, ki je pripadala zbirki markiza Vérija, nam je prinesla zahvaljujoč jedkanici Mauricea Blota, ki je 8 let prej naredil jedkanico Zapah. Ta tisk, ki velja za povprečno, je imel velik uspeh, ki pa ga je v veliki meri mogoče pripisati slavi Fragonarda. Teorija je trdila, da obe deli, Contract in Zapah, skupaj z drugo Fragonardovo sliko, Armoire, predstavljajo tri poglavja romana, v katerih sta bila junaka dva ljubimca. Zapah je ponazoril strast para, L 'Armoire odkritje njune afere in ujetost v dejanju ter Le Contract, njihovo spravo..
Zapah se pogosto obravnava ob delu bolj svetega navdiha, Čaščenje pastirjev (1775). To platno, ki ga je tudi naročil markiz, je predlagal sam Fragonard. V njem je prikazana Fragonardova volja za oživitev svetih vsebin in risanje kontrasta med dvema vrstama ljubezni: telesno ali svobodomiselno ljubeznijo iz 18. stoletja in sveto, versko ljubeznijo.

## Vir za navdih in izvedbo
Slikanje ljubimcev je Fragonard začel z več skicami in raziskavami Zapaha. Domnevamo, da je mojster uporabil modele za uresničitev svojega dela, kot je bil včasih uporabil, da bi lahko ponazoril svoje platno Modelovo prvo sedenje. Prav tako je rad črpal svoj navdih iz spisov tistega časa. Gault de Saint-Germain je o njem dejal, da so bili »Ariosto, Boccaccio, La Fontaine njegov navdih in njegovi genialni  učitelji, duhovni v iznajdljivosti; včasih je dobil svežino barve svojih neponovljivih modelov«.
Tako kot Francis Boucher je tudi Fragonard uporabil podlogo tiskanja rdeče ali sive barve, kot barvito ozadje in to pred nanašanjem barve. Ta sloj je omogočil, da se barva ni preveč absorbirala.
Po izdelavi skice predmeta z obrisom, je barvo nanašal v več naloženih slojih. Nanos je bil fin, lahek, a natančen, živčen in učinkovit. Poleg tega je nanos Fragonarda zlahka prepoznaven po njegovi spontanosti, genialnosti.

## Opis
Platno je veliko 73 × 93 cm. Predstavlja objemajoč par. Ženska, oblečena v zlato satenasto obleko se zdi, da se želi ležerno izvleči iz ljubezenskega objema. Moški potisne zapah vrat, ki zaprejo sovo v velikem neredu: nepokrita postelja, prevrnjen stol. Več elementov izzove oko in zlasti jabolko, postavljeno v luč  chiaroscúra. Le Verrou »pove manj o ženski želji kot o strasti, ki se igra med ljubimcem in ljubico v skrivnosti alkove«. Svetloba je postavljena na par, kot reflektor, medtem ko nadstreški, ki se so zunaj polja, še bolj poudarjajo vtis gledališke scene; tkanine dejansko predstavljajo več kot polovico celotne pobarvane površine.